# Hell Raiders
Hell Raiders è un film di guerra prodotto per la televisione statunitense del 1968 diretto da Larry Buchanan. È il remake de Gli arditi del settimo fucilieri (Suicide Battalion, 1958).

## Trama
Italia, seconda guerra mondiale. Un quartier generale statunitense viene evacuato a causa di un attacco delle forze tedesche. Dopo l'evacuazione, una squadra di militari statunitensi, guidata dal maggiore Ronald Paxton, viene spedita in loco per assicurarsi che alcuni importanti documenti militari non cadano nelle mani dei nemici.

## Produzione
Il film fu prodotto dalla Azalea Pictures, compagnia di produzione di Buchanan, e girato a Dallas, Texas.

## Distribuzione
Il film fu trasmesso in syndication nel 1968 da American International Television.